# Anschlag auf das Centre culturel islamique de Québec
Beim Anschlag auf das Centre culturel islamique de Québec (CCIQ) in Québec, Kanada, am 29. Januar 2017 wurden sechs Menschen getötet und 19 weitere verletzt.

## Tathergang
Laut Augenzeugen trat um etwa 19.55 Uhr Ortszeit ein Schütze mit einer Skimaske in die Moschee ein und fing an, auf die 53 betenden Menschen zu schießen. Sechs Menschen starben und siebzehn weitere wurden verletzt. Nach der Tat verhafteten Sicherheitskräfte zunächst zwei Männer, die sie als tatverdächtig einstuften, von denen einer jedoch wieder freigelassen wurde. Die Identität des mutmaßlichen Täters wurde als Alexandre Bissonnette, gebürtiger Quebecer, bekanntgeben.

### Opfer
Bei den Todesopfern handelt es sich um binationale Kanadier mit Wurzeln in Algerien, Tunesien, Marokko und Guinea. Eines der Opfer war Khaled Belkacemi, Ökologie-Professor an der Université de Laval.
| Herkunftsland | Tote | Verletzte     | Quellen |
| ------------- | ---- | ------------- | ------- |
| Algerien      | 2    | Unbekannt     | [ 5 ]   |
| Guinea        | 2    | Unbekannt     | [ 5 ]   |
| Tunesien      | 1    | Unbekannt     | [ 5 ]   |
| Marokko       | 1    | Unbekannt     | [ 5 ]   |
| Unbekannt     | 0    | 17            | [ 5 ]   |
| Gesamt        | 6    | 17 (5 schwer) | [ 5 ]   |

## Täter
Die Polizei stufte den Anschlag des Franko-Kanadiers Alexandre Bissonnette als Einsamer-Wolf-Attacke ein. Bisonette studierte an der Université de Laval Anthropologie und Politikwissenschaft. Er interessierte sich für Debatten von US-Präsident Donald Trump sowie von der französischen rechtsextremen Politikerin Marine Le Pen und bewunderte die israelischen Verteidigungsstreitkräfte.
Der Mörder wurde im Februar 2019 zu einer lebenslänglichen Gefängnisstrafe verurteilt, das bedeutet mindestens 40 Jahre Haft, eine vorzeitige Entlassung ist ausgeschlossen.

## Hintergründe
Der erste Anruf bei der Polizei ging um 19.55 Uhr bei der Sûreté du Québec ein. Die Polizei löste eine Schleierfahndung aus und schloss die Brücke zur Île d’Orléans bei der Suche nach den Verdächtigen. Zwei Verdächtige wurden kurz nach der Tat von Sicherheitskräften verhaftet. Einer der Verdächtigen wurde in der Moschee verhaftet und der andere nach einer Verfolgungsjagd, in der Nähe der Île.
Um 22.40 Uhr Ortszeit erklärte die Polizei, dass die Situation unter Kontrolle sei, das Gebäude gesichert wurde und alle Insassen evakuiert sind.
Die Polizei behandelt die Schießerei als einen terroristischen Vorfall und aktivierte die SGPCT (Structure de Gestion Policière Contre le Terrorisme), eine gemeinsame Anti-Terror-Task-Force bestehend aus der Sûreté du Québec und der Royal Canadian Mounted Police, um den Vorfall zu untersuchen.

## Reaktionen
Der Bürgermeister der Stadt Québec, Régis Labeaume, erklärte, dass die Stadt hinter den Angehörigen der Opfer stehe. Die Tat sei eine „schreckliche Prüfung jenseits der Vernunft“.
Québecs Premier Philippe Couillard bot Solidarität mit den Familien und Freunden der Opfer an und erklärte über Twitter, dass „Québec diese barbarische Gewalt kategorisch ablehnt.“  Er verurteilte den Anschlag als Terrorismus und ließ die Flaggen vor der Nationalversammlung von Québec auf halbmast setzen.
Der kanadische Ministerpräsident Justin Trudeau drückte sein Beileid gegenüber den Opfern aus und verurteilte die Tat als „feigen“ und „terroristischen Angriff auf Muslime in einem Zentrum der Verehrung und Zuflucht“.
Der New Yorker Bürgermeister Bill de Blasio drückte Solidarität mit Québec aus und erklärte, dass das New York Police Department muslimische Einrichtungen und Moscheen besser schützen werde.
Frankreichs Präsident François Hollande erklärte: „Die Terroristen wollten den Geist des Friedens und der Toleranz der Bürger Québecs angreifen. Frankreich steht hinter den Opfern und mit ihren Familien Schulter an Schulter.“